# ألان ديفيدسون
ألان ديفيدسون (بالإنجليزية: Alan Davidson)‏ (17 أبريل 1960 في المملكة المتحدة - ) هو لاعب كرة قدم بريطاني في مركز حراسة المرمى. لعب مع أردز وكوين أوف ساوث ونادي سلتيك ونادي أردريونيانز وArmadale Thistle F.C. ‏ وFloreat Athena FC ‏ وKirkintilloch Rob Roy F.C. ‏ ونادي ألبيون روفرز وRoyal Albert F.C. ‏.

## وصلات خارجية
- ألان ديفيدسون على موقع قاعدة بيانات كرة القدم.إي يو (الإنجليزية)